# 阿尔弗雷德·比耶纳
阿尔弗雷德·比耶纳（法語：Alfred Buyenne，？—？），法国男子竞技体操运动员。他曾参加1920年在比利时安特卫普举行的夏季奥运会，结果联同队友在男子团体全能项目上获得铜牌。